# Josep Manyanet i Vives
Josep Manyanet i Vives (Tremp, Pallars Jussà, 7 de gener del 1833 - Sant Andreu de Palomar, Barcelona, Barcelonès, 17 de desembre del 1901) fou un prevere, fundador dels Fills de la Sagrada Família i les Missioneres Filles de la Sagrada Família de Natzaret, i apòstol de la devoció a la Sagrada Família. Des del 2004 és venerat com a sant per l'Església catòlica.

## Joventut
Josep Manyanet va néixer en una família humil de Tremp. D'infant es va perdre a la muntanya mentre nevava i es va encomanar a la Mare de Déu de Valldeflors, i finalment fou trobat pels familiars que el cercaven. Posteriorment estudià a les Escoles Pies de Barbastre, i més tard als seminaris diocesans de Lleida i la Seu d'Urgell. En aquest, després de rebre l'ordenació sacerdotal el dia 9 d'abril del 1859, va fer de secretari del bisbe Josep Caixal.

## Fundador
El pare Manyanet fundà dos instituts religiosos com a homenatge a la Sagrada Família de Natzaret, dedicats a l'educació i la instrucció catòlica de la infància i la joventut: les congregacions dels Fills de la Sagrada Família (Tremp, 1864) que és la branca masculina de la institució i té 44 cases repartides pel món, i les Filles de la Sagrada Família (Talarn, Pallars Jussà, 1874), que seran després les Filles de la Santa Casa de Natzaret (amb la primera casa a Aiguafreda (Osona) el 1894) i actualment, des de 1950, Missioneres Filles de la Sagrada Família de Natzaret, amb més de 40 cases en diferents països.
En el si d'aquestes congregacions, fundà nombrosos col·legis; entre 1882 i 1897, els de: Santa Coloma de Farners, Fraga, Cambrils, Vilafranca del Penedès, les Corts, Sarrià, Molins de Rei, Blanes, Reus i Sant Julià de Vilatorta. Les constitucions i normes que va donar als seus instituts, marquen la pauta a seguir pels seus religiosos, tant pel que fa a les normes religioses com a l'activitat educativa i docent. Manyanet els dirigia des de la casa mare de Sant Andreu de Palomar, impulsant-ne, al llarg de gairebé vint-i-cinc anys, l'expansió per diversos països d'Europa, Amèrica i Àfrica.
Fou l'impulsor de la idea de crear el Temple Expiatori de la Sagrada Família, ja que era un incondicional defensor de la família, i intuïa els perills als que es podia veure sotmesa la família en el segle XXI. Ho va proposar per primera vegada quan Antoni Gaudí i Cornet només tenia 15 anys.
El 17 de desembre del 1901 finà a l'escola de Sant Andreu de Palomar, i les seves restes mortals descansen a la capella-panteó de l'Església del Col·legi Jesús, Maria i Josep.

## Escrits
Josep Manyanet va escriure diverses obres i opuscles i fundà la revista La Sagrada Família, que encara avui s'edita. El seu lema era Un Natzaret a cada llar, cercant així la unió de les famílies cristianes. En la mateixa línia, promogué l'erecció, a Barcelona, d'un temple dedicat a la Sagrada Familia per recordar a tothom que una ciutat és com una gran família: és el Temple Expiatori de la Sagrada Família, construït segons els plànols d'Antoni Gaudí i Cornet.

## Veneració
Josep Manyanet va ésser beatificat el 25 de novembre del 1984 pel Papa Joan Pau II al Vaticà, i va ser canonitzat el 16 de maig del 2004.

## Galeria
- Escultura del sant, obra de Francesc Carulla, a la Sagrada Família (Barcelona)
- Escultura del sant al col·legi d'Alcobendas (Madrid)
- Tremp al seu fill Sant Josep Manyanet, a la plaça sud de l'església de Santa Maria de Valldeflors (Tremp)
- Monument a Montserrat amb motiu de la seva canonització
- Escola Jesús, Maria i Josep (Sant Andreu, Barcelona), on hi ha la tomba del sant